# WCW Thunder
WCW Thunder est un show de catch de la World Championship Wrestling diffusé aux États-Unis sur TBS du 8 janvier 1998 au 21 mars 2001. L'énorme popularité de la WCW en 1996 et en 1997 appelait à la création d'un nouveau show, qui devenait WCW Thunder. Thunder était enregistré les mardis soir et diffusé le jeudi, un changement pour la WCW et son président Eric Bischoff qui était très enthousiaste que son principal show WCW Monday Nitro soit diffusé en direct chaque semaine (en tant qu'adversaire du rival WWF RAW is War, alors pendant ce temps, diffusé aussi en direct chaque semaine).
Avec un trop gros nombre de catcheurs, qui incluait la récente acquisition qu'était Bret Hart, TNT et la Direction Turner trouvait le besoin de créer un show d'envergure. La WCW était consciente que cela pouvait affecter leur popularité, mais ils étaient obligés de le faire. Les promotions pour Thunder mettaient à l'affiche de grandes stars comme Hulk Hogan disant « Je vais te montrer du tonnerre (traduction française de Thunder), mon frère ! » et The Giant avec « Ceci prévoit définitivement de la souffrance! ». Cependant, ni Hogan ou Giant allait fréquemment apparaître dans ce qui est considéré par les fans comme étant un show de seconde zone. Goldberg était à l'origine le meilleur catcheur du show.
Thunder changeait sa tenue du jeudi soir au mercredi soir à partir du 12 janvier 2000, à la suite de la diffusion sur UPN de WWE SmackDown et ainsi empêcher un "Thursday Night War" qui était perdu depuis le début face à cette dernière. C'est justement pendant cette période que les choses ont tourné et que la WCW se retrouvait derrière la WWF en termes d'audience. La WCW commençait à faire dérouler Nitro et Thunder (Nitro toujours en direct et Thunder enregistré la même soirée) les lundis du 9 octobre 2000 au 19 mars 2001.
Thunder utilisait une dominante bleue en ce qui concerne sa couleur ne serait-ce qu'au niveau du décor ou du logo, une apparence qui était copiée par SmackDown!, ce qui est comparable aux dominantes rouges des shows du lundi soir, RAW et Nitro. Thunder s'arrêtait le mercredi du rachat de la WCW par la WWF le 23 mars 2001. En fait, l'accord était annoncé deux jours plus tard après la dernière diffusion de Thunder.

## Commentateurs
| Commentateurs                                 | Année(s)                               |
| --------------------------------------------- | -------------------------------------- |
| Lee Marshall, Tony Schiavone et Bobby Heenan. | du 8 janvier 1998 au 25 mars 1999      |
| Tony Schiavone, Bobby Heenan et Mike Tenay    | du 1er avril 1999 au 31 décembre 1999  |
| Mike Tenay, Larry Zbyszko et Scott Hudson     | du 1er janvier 2000 au 24 février 2000 |
| Scott Hudson, Harlem Heat et Stevie Ray       | du 2 mars 2000 au 21 mars 2001         |